# Chesterton (Verenigde Staten)
Chesterton is een plaats (town) in de Amerikaanse staat Indiana, en valt bestuurlijk gezien onder Porter County.

## Geschiedenis
De eerste nederzetting in dit gebied was een handelspost die in 1822 door de Frans-Canadese Joseph Bailly en zijn echtgenote Marie werd opgericht. In 1833 volgden Jesse en Jane Morgan, die zich met hun zeven kinderen vestigden ten zuidoosten van het huidige Chesterton, aan de postkoetsroute naar Chicago. De familie Thomas stichtte een jaar later Coffee Creek. Er kwam al snel een gestage instroom van kolonisten op gang en in 1850 werd de plaats hernoemd tot Calumet.
In 1852 werd Calumet een station langs de Lakeshore and Michigan Southern. De komst van de spoorlijn veranderde het agrarische dorp in een industrieplaats, met glas- en baksteenfabrieken. In 1870 werd Calumet hernoemd tot Chesterton, omdat er aan dezelfde spoorlijn nog een ander Calumet lag en dat zorgde voor verwarring.
In 1888 en 1902 werd het centrum door brand verwoest, waarna een eigen brandweer werd opgericht. De huizen moesten voortaan in steen worden gebouwd.
In 1908 werd de South Shore and South Bend Railroad geopend die een stroom toeristen bracht naar de nabijgelegen Indiana Dunes.
Na de Tweede Wereldoorlog groeide Chesterton verder, onder andere vanwege de werkgelegenheid bij Bethlehem Steel die in 1962 een staalfabriek opende. Toen het bedrijf begin 21e eeuw failliet ging, had dit negatieve gevolgen voor Chesterton, zoals werkloosheid en afgenomen belastinginkomsten.

## Demografie
Bij de volkstelling in 2000 werd het aantal inwoners vastgesteld op 10.488.
In 2006 is het aantal inwoners door het United States Census Bureau geschat op 12.456, een stijging van 1968 (18,8%).

## Geografie
Volgens het United States Census Bureau beslaat de plaats een oppervlakte van
22,3 km², waarvan 22,0 km² land en 0,3 km² water. Chesterton ligt op ongeveer 195 m boven zeeniveau.

## Plaatsen in de nabije omgeving
De onderstaande figuur toont nabijgelegen plaatsen in een straal van 12 km rond Chesterton.